# Theridula opulenta
Theridula opulenta är en spindelart som först beskrevs av Charles Athanase Walckenaer 1842.  Theridula opulenta ingår i släktet Theridula och familjen klotspindlar. Inga underarter finns listade i Catalogue of Life.